# Stadion města Plzně
Het Stadion města Plzně (Nederlands: Stadion van de stad Pilsen), of Doosan Arena, is een stadion in de Tsjechische stad Pilsen. Een andere naam voor het stadion is Stadion ve Štruncovych sadech, of kortweg Štruncovy sady, naar de wijk waarin het gebouwd is. Het stadion, met een capaciteit van 11.700 zitplaatsen, wordt hoofdzakelijk gebruikt voor voetbalwedstrijden van de Pilsener voetbalclub FC Viktoria Pilsen.
Het stadion ligt aan de noordoostkant van het centrum van Pilsen, bij het punt waar de rivieren Mže en Radbuza samen verdergaan als de Berounka. Dit deel van de stad maakt deel uit van het stadsdistrict Pilsen 3 (Bory).

## Geschiedenis
De bouw van het stadion begon in het jaar 1953. De capaciteit van het door de architecten B. Kavan en J. Brabec ontworpen stadion bedroeg 25.000 toeschouwers. In 1997 werden er nog 10.000 plaatsen extra gecreëerd, waarvan 7.600 overdekte plaatsen op de hoofdtribune. Een jaar later werd een hardloopbaan aan het stadion toegevoegd, waardoor tegenwoordig ook atletiekwedstrijden in het stadion gehouden worden.
In het jaar 2002 werd Štruncovy sady getroffen door een overstroming. Grote delen van het stadion raakten beschadigd, en renoveren was noodzakelijk. Een deel van de staanplaatsen werd gesloten, andere delen werden vervangen door zitplaatsen. Door de renovaties daalde de capaciteit tot ongeveer 7.500 plaatsen.
Viktoria Pilsen deed mee om de bovenste plaatsen en dat betekende Europees voetbal. Helaas voldeed het stadion niet aan de eisen van de UEFA. Daarom werden in 2011 de hardloopbaan en de onoverdekte tribunes verwijderd en werden deze vervangen door overdekte zittribunes. Hierdoor zit het publiek dichter op het veld en is het stadion goedgekeurd voor Europees voetbal. De renovatie duurde tot het jaar 2012. De huidige capaciteit bedraagt 11.700 toeschouwers en het stadion kreeg de naam Doosan Arena.

## Interlands
Het Tsjecho-Slowaaks voetbalelftal en het Tsjechisch voetbalelftal speelden interlands in het stadion.
| 1  | 26 april 1972    | Tsjecho-Slowakije – Luxemburg | 6 – 0 | Vriendschappelijk    | 5.000  |
| 2  | 12 oktober 2012  | Tsjechië – Malta              | 3 – 1 | Kwalificatie WK 2014 | 10.358 |
| 3  | 16 november 2014 | Tsjechië – IJsland            | 2 – 1 | Kwalificatie EK 2016 | 11.354 |
| 4  | 3 september 2015 | Tsjechië – Kazachstan         | 2 – 1 | Kwalificatie EK 2016 | 10.572 |
| 5  | 8 oktober 2017   | Tsjechië – San Marino         | 5 – 0 | Kwalificatie WK 2018 | 5.625  |
| 6  | 14 november 2019 | Tsjechië – Kosovo             | 2 – 1 | Kwalificatie EK 2020 | 10.986 |
| 7  | 15 november 2020 | Tsjechië – Israël             | 1 – 0 | UEFA Nations League  | 0      |
| 8  | 18 november 2020 | Tsjechië – Slowakije          | 2 – 0 | UEFA Nations League  | 0      |
| 9  | 8 september 2021 | Tsjechië – Oekraïne           | 1 – 1 | Vriendschappelijk    | 5.231  |
| 10 | 15 oktober 2023  | Tsjechië – Faeröer            | 1 – 0 | Kwalificatie EK 2024 | 9.115  |

Andrův stadion (SK Sigma Olomouc) ·
Ďolíček (Bohemians Praag 1905) ·
Fotbalový stadion Střelecký ostrov (SK Dynamo České Budějovice) ·
Letní stadion (FK Pardubice) ·
Malšovická aréna (FC Hradec Králové) ·
Městský stadion (MFK Karviná) ·
Městský stadion (FK Mladá Boleslav) ·
Městský stadion v Ostravě-Vítkovicích (FC Baník Ostrava) ·
Městský fotbalový stadion Miroslava Valenty (1. FC Slovácko) ·
Na Julisce (FK Dukla Praag) ·
Stadion Na Stínadlech (FK Teplice) ·
Fortuna arena (SK Slavia Praag) ·
Stadion města Plzně (FC Viktoria Pilsen) ·
Stadion Sparty na Letné (AC Sparta Praag) ·
Stadion Střelnice (FK Jablonec) ·
Stadion u Nisy (FC Slovan Liberec)
Andrův stadion (SK Sigma Olomouc „B“) ·
Letná (FC Zlín) ·
Městský fotbalový stadion Srbská (FC Zbrojovka Brno) ·
Městský stadion (Slezský FC Opava) ·
Městský stadion v Kotlině (FK Varnsdorf) ·
Městský stadion v Ostravě-Vítkovicích (FC Baník Ostrava „B“) ·
Hřiště v Kvapilově ulici (FC Silon Táborsko) ·
Sportovní areál Drnovice (MFK Vyškov) ·
Sportovní areál Na Chvalech (SK Slavia Praag "B") ·
Stadion FK Viktoria Žižkov (FK Viktoria Žižkov / AC Sparta Praag „B“) · 
Stadion SK Líšeň (SK Líšeň 2019) ·
Stadion v Jiráskově ulici (FC Vysočina Jihlava) ·
Stadion v Kollárově ulici (FC Sellier & Bellot Vlašim) ·
Stadion Za Místním nádražím (1. SK Prostějov) ·
Stadion Za Vodojemem (MFK Chrudim) ·
Stadion Evžena Rošického · Strahovstadion